# Буйновское ущелье
Буйновское ущелье (болг. Буйновското ждрело, Ягодинско ждрело) — ущелье реки Буйновский (левый приток реки Выча) в западных Родопах, расположенное близ общины Борин Смолянский области.

## География
Ущелье имеет длину около 16 км, средняя высота составляет 1090 м. Оно начинается к северу от села Буйново, на высоте 1307 м над уровнем моря, далее направляется на север и после 16 км заканчивается на плотине Тешел, на высоте 876 м над уровнем моря. Всё ущелье полно протерозойских мраморов. Эта впечатляющая естественная красота Родопов привлекает многих туристов. Первые 7-8 км ущелья шире, но после Ягодинской пещеры и особенно после ответвления к селу Ягодина оно становится очень узким. Здесь река прорезает протерозойские мраморы, а вертикальные скалы находятся в непосредственной близости друг от друга. Место, где скалы почти соприкасаются, местные жители называют «Прыжок волка». Жители соседнего села Ягодина говорят, что в этом месте зимой голодные стаи волков перепрыгивают, чтобы нападать на стадо. Буйновское ущелье также известено своим многообразием видов растений и животных, многие из которых охраняются. Ущелье было объявлено памятником природы в 1971 году.
Около 4 км над ущельем, на правом берегу реки находится Ягодинская пещера, известная своими прекрасными пещерными формами, а чуть выше над правым берегом находится пещера болг. Имамова дупка. Ущелье является частью национального туристического движения «100 туристических объектов Болгарии».
Живописная экологическая тропа, проложена вдоль лугов реки Буйновска, проходит через Ягодинскую пещеру, поселки Буйново и Кожари. Она подходит как для пешеходов, так и для езды на велосипеде. В этой части реки не разрешается рыбалка, но есть несколько искусственных водоёмов для рыбалки, а также несколько мест для приготовления барбекю или пикника со всеми средствами. Типичными для этого района являются многочисленные фонтаны, построенные местными жителями. Речные меандры является любимым местом для отдыха и кемпинга в летние месяцы. В районе вокруг реки можно увидеть очень редкие виды растений и животных.
Во всем ущелье проходит узкая, однополосная муниципальная дорога, которая является единственным путем между селами Буйнов и Кожара и другими областями страны.